# Le Rire Jaune (duo)
Pour les articles homonymes, voir Le Rire jaune.
Le Rire Jaune est un duo de vidéastes web français d'origine sino-belgo-vietnamienne, composé de deux frères, Kevin Tran (chinois : 陈科伟 ; pinyin : Chén Kē Wěi) et Henry Tran (chinois : 陈科梁 ; pinyin : Chén Kē Liáng). Ils publient leurs vidéos, notamment des sketchs et des courts-métrages, sur la plateforme YouTube.
Le duo se sépare en 2021. Kevin, qui renomme la chaîne YouTube à son nom, souhaite se renouveler avec des courts-métrages d'animation en anglais, tandis que Henry se focalise sur son activité de streamer Twitch, ouvrant une chaîne de best-of sur laquelle il continue aussi à publier des podcasts et des vidéos plus diversifiées.

## Biographie

### Naissance
Le duo est composé de Kevin et de son frère Henry. Ils sont respectivement nés les 8 novembre 1991 à Suresnes et le 6 février 1996 dans le 12e arrondissement de Paris d'un père sino-vietnamien et d'une mère sino-belge.

### Formation
Kevin est diplômé de Télécom SudParis en 2016 et Henry est diplômé de l'ESSEC en 2021.

### Carrière

#### YouTube
La première vidéo du Rire Jaune a été publiée le 26 novembre 2012 sur la plateforme YouTube. Initialement, seul Kevin réalisait des sketchs sur YouTube avec comme slogan « Parce qu'un Asiat' qui n'utilise pas l'accent peut quand même vous faire rire ». 
La chaîne compte près de cinq millions d'abonnés en novembre 2019, ce qui en a fait la 11e plus grande chaîne YouTube française en termes d'abonnés.
En 2015, Kevin ouvre une seconde chaîne YouTube, Le Show Jaune, où il présente des commentaires de vidéos virales. Les vidéos du Show Jaune sont aujourd'hui passées sur la chaîne principale.  
Le duo est, entre autres, cité dans les personnes les plus influentes de la génération Z par le magazine Elle.
Leur vidéo « Les grandes écoles » figure à la neuvième place des vidéos françaises les plus visionnées (hors clips musicaux) sur YouTube en 2015,,.
Le 15 janvier 2021, Henry Tran annonce qu'il ne participera plus aux vidéos du Rire Jaune, afin de se consacrer pleinement à sa chaîne Henry Tran[source secondaire souhaitée].
Le 31 janvier 2021, Kevin annonce que sa chaîne YouTube proposera désormais du contenu en anglais. Il la renomme Kevin Tran.
En juin 2023, Kevin annonce que sa chaîne Youtube proposera à nouveau du contenu en français. 

## Autres activités
En 2016, Kevin Tran a publié un manga intitulé Ki & Hi, narrant la vie de deux frères, inspirée de sa fraternité avec Henry. Les dessins ont été réalisés par Fanny Antigny, une abonnée remarquée par Kevin à la suite d'un fan-art qu'elle lui avait offert. Ce manga a connu un important succès en librairies.

## Filmographie

### Doublage
- 2016 : Ratchet et Clank : Zed (Kevin)[12]
- 2019[13] : Demon Slayer: Kimetsu no Yaiba : voix additionnelles[14],[15] (saison 1)
- 2022[16] : The First Slam Dunk : Kawata (Kevin) et Fukatsu (Henry)